# Batuana exspectata
Batuana exspectata är en fjärilsart som beskrevs av François Louis Nompar de Caumont de Laporte och Pierre Claude Rougeot 1981. Batuana exspectata ingår i släktet Batuana och familjen nattflyn. Inga underarter finns listade i Catalogue of Life.